# Cantone di Château-Chinon
Il Cantone di Château-Chinon è una divisione amministrativa dell'Arrondissement di Château-Chinon (Ville) e dell'Arrondissement di Nevers.
È stato costituito a seguito della riforma approvata con decreto del 18 febbraio 2014, che ha avuto attuazione dopo le elezioni dipartimentali del 2015.

## Composizione
Comprende i seguenti 40 comuni:
- Achun
- Alligny-en-Morvan
- Alluy
- Arleuf
- Aunay-en-Bazois
- Biches
- Blismes
- Brinay
- Château-Chinon (Campagne)
- Château-Chinon (Ville)
- Châtillon-en-Bazois
- Châtin
- Chaumard
- Chougny
- Corancy
- Dommartin
- Dun-sur-Grandry
- Fâchin
- Gien-sur-Cure
- Glux-en-Glenne
- Gouloux
- Lavault-de-Frétoy
- Limanton
- Mont-et-Marré
- Montapas
- Montigny-en-Morvan
- Montreuillon
- Montsauche-les-Settons
- Moux-en-Morvan
- Onlay
- Ougny
- Ouroux-en-Morvan
- Planchez
- Saint-Agnan
- Saint-Brisson
- Saint-Hilaire-en-Morvan
- Saint-Léger-de-Fougeret
- Saint-Péreuse
- Tamnay-en-Bazois
- Tintury